# Neolitsea alongensis
Neolitsea alongensis Lecomte – gatunek rośliny z rodziny wawrzynowatych (Lauraceae Juss.). Występuje naturalnie w Wietnamie oraz południowo-wschodnich Chinach (w południowej części prowincji Junnan oraz w regionie autonomicznym Kuangsi). 

## Morfologia
PokrójZimozielone drzewo dorastające do 8 m wysokości. Młode pędy są owłosione i mają żółtawą barwę.
LiścieNaprzemianległe lub prawie okółkowe zebrane na końcach gałęzi. Mają kształt od owalnego do odwrotnie jajowatego lub eliptycznego. Mierzą 8–16 cm długości oraz 4–7 cm szerokości. Od spodu są mniej lub bardziej owłosione. Ogonek liściowy jest owłosiony i dorasta do 10–20 mm długości.
KwiatySą niepozorne, jednopłciowe, zebrane po 5 w złożone baldachy, rozwijają się w kątach pędów.
OwoceMają elipsoidalny kształt, osiągają 16–18 mm długości i 13 mm szerokości, osadzone w krążkowej miseczce.

## Biologia i ekologia
Roślina dwupienna. Rośnie w widnych lasach, na terenach nizinnych. Kwitnie i owocuje od czerwca do lipca.